# Guillaume Balas
Guillaume Balas (født 30. august 1972 i Rillieux-la-Pape ved Lyon, Auvergne-Rhône-Alpes, Frankrig) er en tidligere fransk socialistisk politiker, der den 20. februar 2018 tilsluttede sig et nyt venstreorienteret parti.

## Kampagnen for Benoît Hamon
I 2017 var Guillaume Balas var koordinator i kampagnen for valget af Benoît Hamon til Frankrigs præsident. Den 14. november 2017 meldte Guillaume Balas sig ud af  Socialistpartiet, og  den 20. februar 2018 meddelte han Europa-Parlamentet, at han havde meldt sig ind i Benoît Hamons nye mere venstreorienterede parti.

## Medlem af Europa-Parlamentet
Guillaume Balas er indvalgt i Europa-Parlamentet for Île-de-France. Han har tilsluttet sig Den socialistiske gruppe, og han er valgt for perioden 2014 – 2019.